# Saint-Julien-de-l'Herms
Pour les articles homonymes, voir Saint-Julien et Herms.
Saint-Julien-de-l'Herms est une commune française située dans le département de l'Isère en région Auvergne-Rhône-Alpes.
La commune accueille également une partie du massif forestier de Bonnevaux qui compte de nombreux étangs, la plupart créés par les moines de l'ancienne abbaye de Bonnevaux dont les ruines sont situées sur le territoire de la commune voisine de Villeneuve-de-Marc.
Les habitants de Saint-Julien-de-l'Herms sont dénommés les Juliennois.

## Géographie

### Situation et description
La commune de Saint-Julien-de-l'Herms est située dans le nord-ouest du département de l'Isère. Elle est plus précisément positionnée entre la vallée du Rhône à l'ouest et la forêt de Bonnevaux à l'est, dans le secteur de Bièvre-Valloire. À ce titre, la commune a adhéré à la collectivité de la communauté de communes Entre Bièvre et Rhône.
Après avoir appartenu à la communauté de communes du Territoire de Beaurepaire, la commune a adhéré à la communauté de communes Entre Bièvre et Rhône depuis le 1er janvier 2019 à la suite d'une fusion des communautés de communes de ce secteur du département.
Son territoire héberge de nombreux étangs. La faune locale est notamment composée de sangliers et de castors.

### Communes limitrophes
| Cour-et-Buis | Meyssiez / Villeneuve-de-Marc |                        |
| Primarette   | Saint-Julien-de-l'Herms       | Bossieu                |
|              | Pisieu                        | Pommier-de-Beaurepaire |

### Géologie
Le plateau de Bonnevaux (ou des Bonnevaux) culmine à environ 500 mètres d'altitude au niveau de la commune. À l'instar de son voisin, le plateau de Chambaran, ce relief est constitué d'une base géologique en molasse miocène. Le cailloutis de ce plateau comprend essentiellement des quartzites et autres roches siliceuses très fortement altérées. Dans de plus grandes profondeurs cette formation renferme également des roches cristallines et calcaires, également très altérées. Les textures de sol sont limoneuses et argileuses.

### Climat
Pour des articles plus généraux, voir Climat d'Auvergne-Rhône-Alpes et Climat de l'Isère.
En 2010, le climat de la commune est de type climat des marges montargnardes, selon une étude du Centre national de la recherche scientifique s'appuyant sur une série de données couvrant la période 1971-2000. En 2020, Météo-France publie une typologie des climats de la France métropolitaine dans laquelle la commune est exposée à un climat de montagne ou de marges de montagne et est dans la région climatique Moyenne vallée du Rhône, caractérisée par un bon ensoleillement en été (fraction d’insolation > 60 %), une forte amplitude thermique annuelle (4 à 20 °C), un air sec en toutes saisons, orageux en été, des vents forts (mistral), une pluviométrie élevée en automne (250 à 300 mm).
Pour la période 1971-2000, la température annuelle moyenne est de 10,3 °C, avec une amplitude thermique annuelle de 17,3 °C. Le cumul annuel moyen de précipitations est de 989 mm, avec 9,6 jours de précipitations en janvier et 6,3 jours en juillet. Pour la période 1991-2020, la température moyenne annuelle observée sur la station météorologique de Météo-France la plus proche, « Reventin », sur la commune de Reventin-Vaugris à 20 km à vol d'oiseau, est de 12,9 °C et le cumul annuel moyen de précipitations est de 775,7 mm,. Pour l'avenir, les paramètres climatiques de la commune estimés pour 2050 selon différents scénarios d'émission de gaz à effet de serre sont consultables sur un site dédié publié par Météo-France en novembre 2022.

### Hydrographie
La Varzay, d'une longueur de 3,56 km, s'écoule aux limites occidentales du territoire communal, séparant son territoire avec celui de la commune de Primarette. Il s'agit d'un affluent de la Varèze qui s'écoule plus au nord.
La Mouriette, petit ruisseau qui prend sa source dans un étang, est affluent de la Varzay et le Bordenon.
Le territoire communal comprend quelques étangs disséminés dont l'étang Neuf et l'étang Gras.

### Voies de communication
Le territoire saint-juliennois est situé en dehors des grands axes de circulation routière. Il existe cependant quelques axes secondaires permettant de relier la commune avec les communes voisines, dont la RD37 qui relie Saint-Clair-du-Rhône à Penol.
L'aéroport le plus proche est l'aéroport de Grenoble-Isère, situé à moins de 15 km de Beaurepaire. Les lignes d'autocar 7200, puis 7350 permettent de relier cet aéroport.

## Urbanisme

### Typologie
Au 1er janvier 2024, Saint-Julien-de-l'Herms est catégorisée commune rurale à habitat très dispersé, selon la nouvelle grille communale de densité à sept niveaux définie par l'Insee en 2022.
Elle est située hors unité urbaine et hors attraction des villes,.

### Occupation des sols
L'occupation des sols de la commune, telle qu'elle ressort de la base de données européenne d’occupation biophysique des sols Corine Land Cover (CLC), est marquée par l'importance des territoires agricoles (53,2 % en 2018), une proportion sensiblement équivalente à celle de 1990 (53,1 %). La répartition détaillée en 2018 est la suivante : 
forêts (46,8 %), prairies (19,5 %), terres arables (17,7 %), zones agricoles hétérogènes (15,9 %). L'évolution de l’occupation des sols de la commune et de ses infrastructures peut être observée sur les différentes représentations cartographiques du territoire : la carte de Cassini (XVIIIe siècle), la carte d'état-major (1820-1866) et les cartes ou photos aériennes de l'IGN pour la période actuelle (1950 à aujourd'hui).

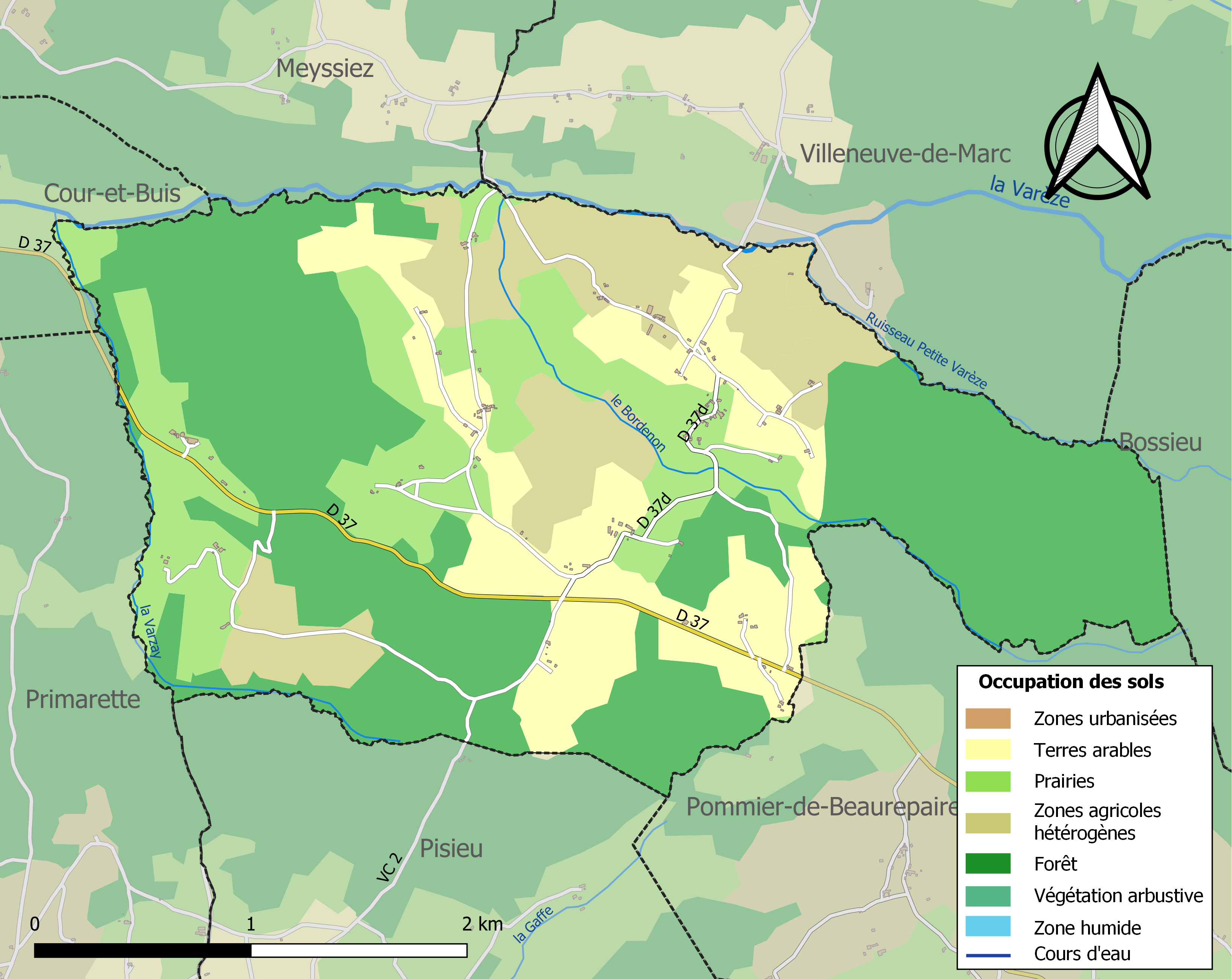
Carte des infrastructures et de l'occupation des sols de la commune en 2018 (CLC).

### Risques naturels

#### Risques sismiques
L'ensemble du territoire de la commune de Saint-Julien-de-l'Herms est situé en zone de sismicité n°3 (sur une échelle de 1 à 5), comme la plupart des communes de son secteur géographique.
| Type de zone | Niveau            | Définitions (bâtiment à risque normal) |
| ------------ | ----------------- | -------------------------------------- |
| Zone 3       | Sismicité modérée | accélération = 1,1 m/s2                |

## Toponymie
Toponyme dérivé du mot gaulois erm. Le latin classique utilisait un mot hérité du grec eremus pour désigner le désert, la solitude. Eremus a gardé ce sens de désert, de solitude, d’ermitage, mais, parallèlement, est apparu le sens rural de « lande stérile », en bas latin herma terra. Le latin chrétien a emprunté au grec le terme « ermite », « celui qui vit dans la solitude ».

## Histoire

### Préhistoire, Antiquité
Le secteur actuel de la commune de Saint-Julien-de-l'Herms se situe à l'ouest du territoire antique des Allobroges, ensemble de tribus gauloises occupant l'ancienne Savoie, ainsi que la partie du Dauphiné, située au nord de la rivière Isère.

## Politique et administration

### Liste des maires
| Période                                  | Période   | Identité           | Étiquette | Qualité                          |
| ---------------------------------------- | --------- | ------------------ | --------- | -------------------------------- |
| mars 2008                                | mars 2014 | Marie-Claire Baule |           |                                  |
| mars 2014                                | En cours  | Axel Monteyremard  | SE        | Agent technique[réf. nécessaire] |
| Les données manquantes sont à compléter. |           |                    |           |                                  |

## Population et société

### Démographie
L'évolution du nombre d'habitants est connue à travers les recensements de la population effectués dans la commune depuis 1846. Pour les communes de moins de 10 000 habitants, une enquête de recensement portant sur toute la population est réalisée tous les cinq ans, les populations de référence des années intermédiaires étant quant à elles estimées par interpolation ou extrapolation. Pour la commune, le premier recensement exhaustif entrant dans le cadre du nouveau dispositif a été réalisé en 2006.

En 2022, la commune comptait 163 habitants, en évolution de +10,88 % par rapport à 2016 (Isère : +3,07 %, France hors Mayotte : +2,11 %).
| 1846 | 1851 | 1856 | 1861 | 1866 | 1872 | 1876 | 1881 | 1886 |
| ---- | ---- | ---- | ---- | ---- | ---- | ---- | ---- | ---- |
| 306  | 303  | 327  | 253  | 259  | 257  | 287  | 319  | 340  |

| 1891 | 1896 | 1901 | 1906 | 1911 | 1921 | 1926 | 1931 | 1936 |
| ---- | ---- | ---- | ---- | ---- | ---- | ---- | ---- | ---- |
| 300  | 281  | 281  | 264  | 252  | 227  | 228  | 232  | 219  |

| 1946 | 1954 | 1962 | 1968 | 1975 | 1982 | 1990 | 1999 | 2006 |
| ---- | ---- | ---- | ---- | ---- | ---- | ---- | ---- | ---- |
| 212  | 168  | 139  | 117  | 108  | 98   | 103  | 111  | 140  |

| 2011 | 2016 | 2021 | 2022 | - | - | - | - | - |
| ---- | ---- | ---- | ---- | - | - | - | - | - |
| 141  | 147  | 160  | 163  | - | - | - | - | - |

### Enseignement
La commune est rattachée à l'académie de Grenoble.

### Médias
Historiquement, le quotidien à grand tirage Le Dauphiné libéré consacre, chaque jour, y compris le dimanche, dans son édition du Nord-Isère, un ou plusieurs articles à l'actualité du canton et quelquefois de la commune, ainsi que des informations sur les éventuelles manifestations locales, les travaux routiers, et autres événements divers à caractère local.

Ici Isère est la radio publique qui émet sur son territoire ainsi que dans tout le département de l'Isère.

### Cultes
La communauté catholique de Saint-Julien-de-l'Herms et son église (propriété de la commune) relève de la paroisse Paroisse Saint Benoît du pays de Beaurepaire qui regroupe treize églises de la région. Cette paroisse dont le siège (maison paroissiale) se situe à Beaurepaire, est rattachée au Diocèse de Grenoble-Vienne.

## Culture et patrimoine

### Lieux et monuments
- L'église Saint-Julien de Saint-Julien-de-l'Herms abrite une des plus vieilles cloches de France. Datant de la fin du Moyen Âge, elle est classée par arrêt du 30 septembre 1963[22],[23].

### Personnalités liées à la commune
- Marcel Meys (1909-2021), supercentenaire français, doyen des français du 5 octobre au 15 décembre 2021, y est né.

### Héraldique
|  | Saint-Julien-de-l'Herms possède des armoiries dont l'origine et le blasonnement exact ne sont pas disponibles. |